# United Nations Transition Mission in Haiti
Die United Nations Transition Mission in Haiti (UNTMIH; deutsch: Übergangsmission der Vereinten Nationen in Haiti) war eine UN-Friedensmission. Sie basierte auf der UN-Resolution 1123 vom 30. Juli 1997 und löste die Unterstützungsmission der Vereinten Nationen in Haiti (UNSMIH) ab. 
Die Mission fand von August bis November 1997 statt und diente der Ausbildung der unter UNSMIH aufgestellten Polizei von Haiti. Im Anschluss erfolgte die weitere Ausbildung durch die Zivilpolizeimission der Vereinten Nationen in Haiti (MIPONUH).
Im Hauptquartier bei UNTMIH in Port-au-Prince standen Enrique ter Horst aus Venezuela in seiner Funktion als Sonderbeauftragter des Generalsekretärs und Leiter der Mission für die Führung der Streitkräfte Robin Gagnon aus Kanada und für die polizeidienstliche Komponente Colonel Jean-Claude Laparra aus Frankreich zur Seite. Die personelle Einsatzstärke der Mission belief sich auf 250 Polizeibeamte aus Argentinien, Benin, Kanada, Frankreich, Indien, Mali, Niger, Senegal, Togo, Tunesien und den U.S.A. sowie 50 Militärangehörige aus Kanada und Pakistan.